# فیلم‌شناسی تام کروز

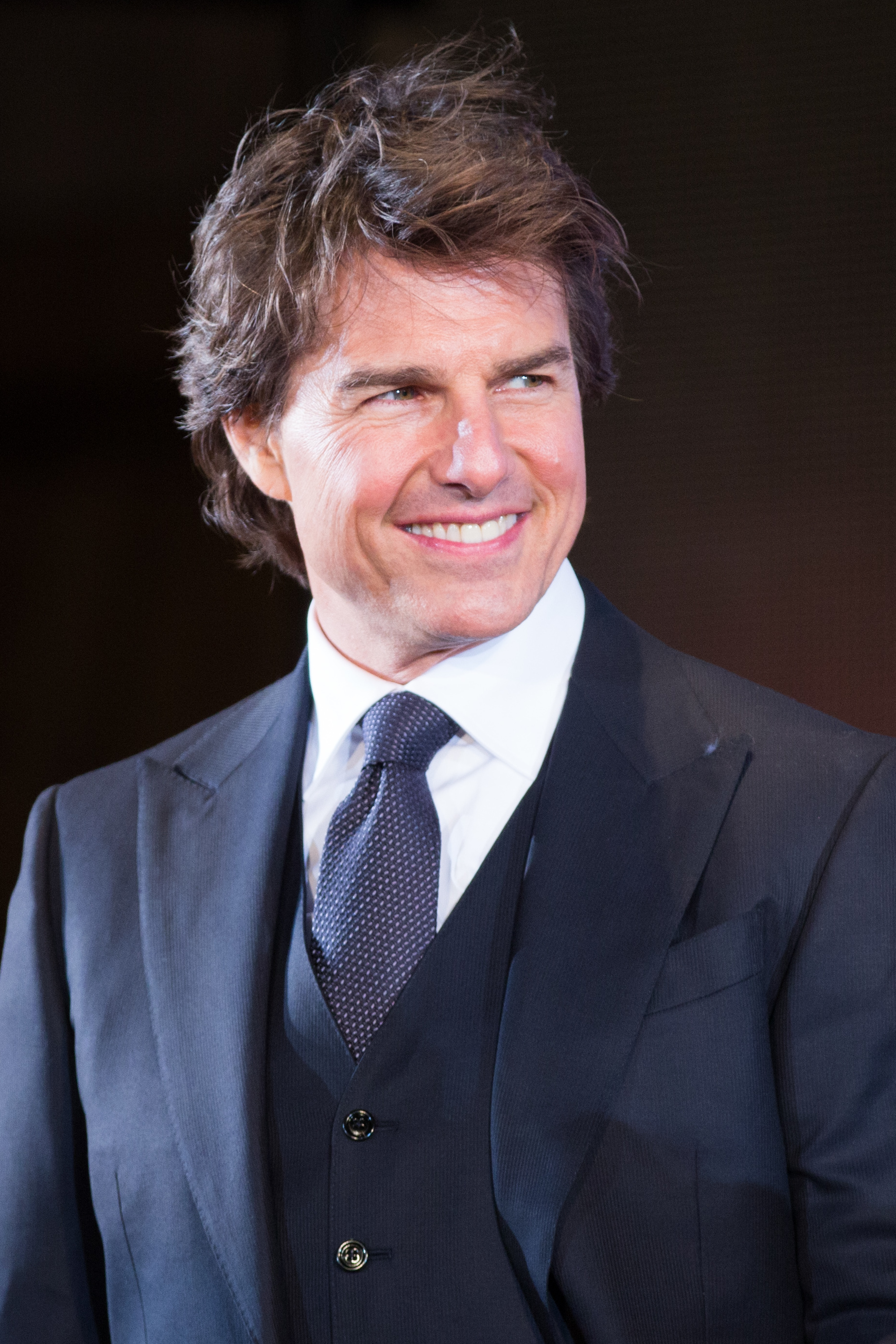
کروز در ژاپن در نمایش افتتاحیه جک ریچر: هرگز بازنگرد در سال ۲۰۱۶

تام کروز بازیگر و تهیه‌کنندهٔ آمریکایی است که فعالیت حرفه‌ای خود در سینما را در سال ۱۹۸۱ با نقشی کوتاه در درام عاشقانهٔ عشق بی‌پایان آغاز کرده‌است. نقش برجستهٔ او در کمدی دورهٔ بلوغ تجارت پرمخاطره (۱۹۸۳) بود که برای آن نامزد دریافت جایزهٔ گلدن گلوب شد. او در سال ۱۹۸۶ نقش هوانورد وابسته به نیروی دریایی را در درام اکشن تاپ گان ایفا کرد که پرفروش‌ترین فیلم سال شد و بعداً در درام رنگ پول با پل نیومن هم‌بازی شد. او دو سال بعد با داستین هافمن در درام مرد بارانی نقش کرد و در درام کوکتل حضور یافت. او نقش کنشگر ضدجنگ ران کویچ را در فیلم‌زندگی‌نامه‌ای متولد چهارم جولای به تصویر کشید و برای آن برندهٔ جایزهٔ گلدن گلوب شد.
کروز در کنار جک نیکلسون در درام حقوقی چند مرد خوب (۱۹۹۲) ایفای نقش کرد و در تریلر شرکت (۱۹۹۳) ظاهر شد. او در سال ۱۹۹۳ فعالیت در زمینهٔ کارگردانی را با ساخت قسمتی از مجموعهٔ آنتولوژی فرشتگان سقوط‌کرده تجربه کرد. او بعداً نقش جاسوس ایتن هانت را اولین بار در فیلم اکشن مأموریت: غیرممکن (۱۹۹۶) ایفا کرد که اولین فیلم از مجموعه‌فیلم‌های مأموریت: غیرممکن بود.

## سینما
| سال  | عنوان                                   | نقش                       | یادداشت                                           | منابع         |
| ---- | --------------------------------------- | ------------------------- | ------------------------------------------------- | ------------- |
| ۱۹۸۱ | عشق بی‌پایان                             | بیلی                      |                                                   |               |
| ۱۹۸۱ | شیپور خاموشی                            | دیوید شاون                |                                                   | [ ۱۱ ]        |
| ۱۹۸۳ | بیگانگان                                | استیو رندل                |                                                   | [ ۱۲ ]        |
| ۱۹۸۳ | از دست دادن آن                          | وودی                      |                                                   | [ ۱۳ ]        |
| ۱۹۸۳ | تجارت پرمخاطره                          | ژول گادسون                |                                                   | [ ۱۴ ]        |
| ۱۹۸۳ | تمام حرکات درست                         | استفن جوردیویچ            |                                                   | [ ۱۵ ]        |
| ۱۹۸۵ | افسانه                                  | جک                        |                                                   | [ ۱۶ ]        |
| ۱۹۸۶ | تاپ گان                                 | ستوان پیت "ماوریک" میچل   |                                                   |               |
| ۱۹۸۶ | رنگ پول                                 | وینسنت لوریا              |                                                   | [ ۱۷ ]        |
| ۱۹۸۸ | کوکتل                                   | برایان فلاناگان           |                                                   | [ ۱۸ ]        |
| ۱۹۸۸ | مرد بارانی                              | چارلی بابیت               |                                                   | [ ۱۹ ]        |
| ۱۹۸۹ | متولد چهارم ژوئیه                       | رونکوویچ                  |                                                   | [ ۲۰ ]        |
| ۱۹۹۰ | روزهای تندر                             | کول تریکل                 | همچنین نویسنده داستان                             | [ ۲۱ ] [ ۲۲ ] |
| ۱۹۹۲ | دور و دورتر                             | جوزف دونلی                |                                                   | [ ۲۳ ]        |
| ۱۹۹۲ | چند آدم خوب                             | ستوان دنیل کافی           |                                                   | [ ۶ ]         |
| ۱۹۹۳ | شرکت                                    | میچ مک دیر                |                                                   | [ ۷ ]         |
| ۱۹۹۴ | مصاحبه با خون‌آشام                       | لستات د لیونکور           |                                                   | [ ۲۴ ]        |
| ۱۹۹۶ | مأموریت غیرممکن                         | ایتن هانت                 | همچنین تهیه‌کننده                                  | [ ۲۵ ]        |
| ۱۹۹۶ | جری مگوایر                              | جری مگوایر                |                                                   | [ ۲۶ ]        |
| ۱۹۹۸ | بدون حد و مرز                           | —                         | تهیه‌کننده                                         | [ ۲۷ ]        |
| ۱۹۹۹ | چشمان کاملاً بسته                        | بیل هارفورد               |                                                   | [ ۲۸ ]        |
| ۱۹۹۹ | ماگنولیا                                | فرانک تی. جی مک کی        |                                                   | [ ۲۹ ]        |
| ۲۰۰۰ | مأموریت غیرممکن ۲                       | ایتن هانت                 | همچنین تهیه‌کننده                                  | [ ۳۰ ] [ ۳۱ ] |
| ۲۰۰۱ | استنلی کوبریک: یک زندگی در تصاویر       | راوی داستان               | فیلم مستند                                        | [ ۳۲ ]        |
| ۲۰۰۱ | دیگران                                  | —                         | مدیر اجرایی تولید                                 | [ ۳۳ ]        |
| ۲۰۰۱ | آسمان وانیلی                            | دیوید آمز                 | همچنین تهیه‌کننده                                  | [ ۳۴ ]        |
| ۲۰۰۲ | ایستگاه فضایی سه بعدی                   | راوی                      | فیلم مستند                                        | [ ۳۵ ]        |
| ۲۰۰۲ | گزارش اقلیت                             | جان اندرتون               |                                                   | [ ۳۶ ]        |
| ۲۰۰۲ | آستین پاورز: در عضو طلایی               | خودش همانند آستین پاورز   | نقش فرعی                                          | [ ۳۷ ]        |
| ۲۰۰۲ | نارک                                    | —                         | مدیر اجرایی تولید                                 | [ ۳۸ ]        |
| ۲۰۰۳ | شیشه شکسته                              | —                         | مدیر اجرایی تولید                                 | [ ۳۹ ]        |
| ۲۰۰۳ | آخرین سامورایی                          | ناتان آلگرن               | همچنین تهیه‌کننده                                  | [ ۴۰ ] [ ۴۱ ] |
| ۲۰۰۴ | وثیقه                                   | وینسنت                    |                                                   | [ ۴۲ ]        |
| ۲۰۰۵ | جنگ دنیاها                              | ری فریر                   |                                                   | [ ۴۳ ]        |
| ۲۰۰۵ | الیزابت‌تاون                             | —                         | تهیه‌کننده                                         | [ ۴۴ ]        |
| ۲۰۰۶ | از غبار بپرس                            | —                         | تهیه‌کننده                                         | [ ۴۵ ]        |
| ۲۰۰۶ | مأموریت غیرممکن ۳                       | ایتن هانت                 | همچنین تهیه‌کننده                                  | [ ۴۶ ]        |
| ۲۰۰۷ | شیرها برای بره‌ها                        | سناتور جاسپر ایروینگ      |                                                   | [ ۴۷ ]        |
| ۲۰۰۸ | تندر استوایی                            | لس گروسمن                 |                                                   | [ ۴۸ ]        |
| ۲۰۰۸ | والکیری                                 | کلاوس وون استافنبرگ       |                                                   | [ ۴۹ ]        |
| ۲۰۱۰ | شوالیه و روز                            | روی میلر                  |                                                   | [ ۵۰ ]        |
| ۲۰۱۱ | مأموریت: غیرممکن ۴ - پروتکل شبح         | ایتن هانت                 | همچنین تهیه‌کننده                                  | [ ۵۱ ]        |
| ۲۰۱۲ | دوران راک                               | استیسی جکس                | همچنین خواننده در موسیقی متن فیلم                 | [ ۵۲ ] [ ۵۳ ] |
| ۲۰۱۲ | جک ریچر                                 | جک ریچر                   | همچنین تهیه‌کننده                                  | [ ۵۴ ]        |
| ۲۰۱۳ | فراموشی                                 | جک هارپر                  |                                                   | [ ۵۵ ]        |
| ۲۰۱۴ | لبهٔ فردا                                | سرگرد ویلیام کیج          |                                                   | [ ۵۶ ]        |
| ۲۰۱۵ | مأموریت غیرممکن ۵: ملت یاغی             | ایتن هانت                 | همچنین تهیه‌کننده                                  | [ ۵۷ ]        |
| ۲۰۱۶ | جک ریچر ۲:هرگز بازنگرد                  | جک ریچر                   | همچنین تهیه‌کننده                                  | [ ۵۸ ]        |
| ۲۰۱۷ | مومیایی                                 | نیک مورتون                |                                                   | [ ۵۹ ]        |
| ۲۰۱۷ | ساخت آمریکا                             | بری سیل                   |                                                   | [ ۶۰ ]        |
| ۲۰۱۸ | مأموریت: غیرممکن – فال‌اوت               | ایتن هانت                 | همچنین تهیه‌کننده                                  | [ ۶۱ ] [ ۶۲ ] |
| ۲۰۲۲ | تاپ گان: ماوریک                         | کاپیتان پیت «ماوریک» میچل | همچنین تهیه‌کننده                                  | [ ۶۳ ]        |
| ۲۰۲۳ | مأموریت: غیرممکن – روزشمار مرگ قسمت اول | ایتن هانت                 | همچنین تهیه‌کننده                                  | [ ۶۴ ]        |
| ۲۰۲۴ | مأموریت: غیرممکن – روزشمار مرگ قسمت دوم | ایتن هانت                 | همچنین تهیه‌کننده؛ فیلم‌برداری به حالت تعلیق درآمد. | [ ۶۵ ] [ ۶۶ ] |

| Films that have not yet been released | نشان‌دهنده فیلم‌های اکران‌نشده |

## تلویزیون
| عنوان          | سال  | نقش  | کانال      | یادداشت                           | منابع  |
| -------------- | ---- | ---- | ---------- | --------------------------------- | ------ |
| فرشتگان افتاده | ۱۹۹۳ | -    | زمان نمایش | قسمت: «فریم‌های ترسناک» (کارگردان) | [ ۸ ]  |
| تخت گاز        | ۲۰۱۰ | خودش | بی‌بی‌سی دو  | مهمان                             | [ ۶۷ ] |